# Lovis-Corinth-Preis
Der Lovis-Corinth-Preis der Künstlergilde ist ein seit 1974 von der Künstlergilde Esslingen als Stifter vergebener deutscher Kunstpreis für Bildende Kunst.
Zweck: Der Preis will hervorragende Leistungen in den Bereichen Malerei, Grafik oder Plastik von Künstlern ehren, die durch Leben und Wirken mit den Kulturlandschaften des Ostens verbunden sind. Benannt wurde der Preis nach dem aus Ostpreußen stammenden Maler Lovis Corinth (1858–1925).
Die Vergabe erfolgt durch den Stifter und eine Fachjury mit dem Kunstforum Ostdeutsche Galerie in Regensburg. Vergabeort war zunächst Esslingen am Neckar, heute Regensburg im Kunstforum.
Die Ehrung war bis zum Jahr 2000 mit einer Dotation in Höhe von 25.000 DM verbunden. Aufgrund von Sparmaßnahmen wurde 2000 die finanzielle Unterstützung der Künstlergilde durch das Bundesministerium des Innern bzw. den Beauftragten der Bundesregierung für Kultur und Medien eingestellt.
Bis zum Jahr 2000 wurde der Preis jährlich, ab 2000 wird er undotiert zweijährlich vergeben. 2010 konnte nach zehn Jahren wieder eine Donation in Höhe von 10.000 Euro gegeben werden.
Die Ehrung ist verbunden mit einer Ausstellung im Kunstforum Ostdeutsche Galerie in Regensburg.

## Preisträger des Hauptpreises
- 1974 Karl Schmidt-Rottluff
- 1975 Bernhard Heiliger
- 1976 Oskar Kokoschka
- 1977 Hermann Teuber
- 1978 Rolf Cavael
- 1979 Georg Muche
- 1980 Alexander Camaro
- 1981 Mac Zimmermann
- 1982 Johnny Friedlaender
- 1983 Hans Fronius
- 1984 Anton Lehmden
- 1985 Fred Thieler
- 1986 Bernard Schultze
- 1987 Otto Herbert Hajek
- 1988 Albrecht von Hancke
- 1989 Franz Bernhard
- 1990 Markus Lüpertz
- 1991 Gerhard Fietz
- 1992 Anatol
- 1993 Sigmar Polke
- 1994 Winfred Gaul
- 1995 Raimund Girke
- 1996 Katharina Sieverding
- 1997 Lothar Quinte
- 1998 Johannes Geccelli
- 1999 Herbert Peters
- 2000 Mechthild Frisch
- 2003 Herbert Aulich
- 2004 Christian Ludwig Attersee
- 2006 Magdalena Jetelová
- 2008 Timm Rautert
- 2010 Marcin Maciejowski
- 2012 Jiří Georg Dokoupil
- 2014 Stefan Moses
- 2016 Daniel Spoerri
- 2018 Roman Ondák
- 2020 Peter Weibel
- 2022 Paweł Althamer
- 2024 Ewa Partum